# Бенгалски залив
Бенгалски залив је залив који чини североисточни део Индијског океана. Има облик троугла кога на истоку ограничава Индокина, а на западу индијски подконтинент. На северу се налази индијска држава Западни Бенгал и Бангладеш, одакле му долази име. На јужном крају се налази острво Цејлон (Шри Ланка) и индијска Никобарска и Андаманска острва. Највеће реке које се уливају у Бенгалски залив су Брамапутра, Ганг и Мегна на северу које формирају велику делту, на западу Маханади, Годавири, Кришна и Кавири, а у Мјанмару Иравади. Највеће луке Бенгалског залива су Читагонг и Монгла у Бангладешу, а у Индији Ченај (бивши Мадрас), Визагапатнам, Колката (бивша Калкута) и Пондишери.
Клима се углавном одликује монсунима.
Прво европско путовање у овај залив водио је Васко де Гама.

## Значај

### Економски значај
Један од првих трговачких подухвата дуж Бенгалског залива била је Компанија лондонских трговаца који тргују у Источној Индији, чешће називана Британска источноиндијска компанија. Гопалпур на мору је био један од њихових главних трговачких центара. Друге трговачке компаније дуж обале Бенгалског залива биле су Енглеска источноиндијска компанија и Француска источноиндијска компанија.
Тони и катамарани рибарски чамци рибарских села врве дуж обала Бенгалског залива. Риболовци могу уловити између 26 и 44 врсте морских риба. На годишњем нивоу просечан улов је два милиона тона рибе само из Бенгалског залива. Отприлике 31% светских обалских рибара живи и ради у заливу.

### Геостратешки значај
Бенгалски залив је централно лоциран у јужној и југоисточној Азији. Лежи у центру два огромна економска блока, SAARC и ASEAN. Он утиче на јужни кинески регион без излаза на море на северу и главне морске луке Индије и Бангладеша. Кина, Индија и Бангладеш склопиле су споразуме о поморској сарадњи са Малезијом, Тајландом и Индонезијом како би повећали сарадњу у контроли тероризма на отвореном мору. Веза између јужне и источне Азије Бенгалског залива помогла је у ефикасности Бангладеша у дистрибуцији природног гаса у азијског Пацифика.
Његова удаљена острва (Андаманска и Никобарска острва), и што је најважније, велике луке као што су Парадип Колката, Ченај, Висакапатнам, Тутукуди, Читагонг и Монгла, дуж његове обале са Бенгалским заливом су додали његовој важности.
Кина је недавно уложила напоре да пројектује свој утицај у региону кроз повезивање са Мјанмаром и Бангладешом. Сједињене Државе су одржале велике вежбе са Бангладешом, Малезијом, Сингапуром, Тајландом и недавно Индијом. Највећи војни маневри у Бенгалском заливу, позната као Малабар, одржана је 2007. године, а учествовали су морнарички ратни бродови из САД, Бангладеша, Тајланда, Сингапура, Јапана и Аустралије. Индија је била учесник.
Спорна поморска граница између Бангладеша и Мјанмара резултирала је војним тензијама 2008. и 2009. Поморски спор између Бангладеша и Мјанмара решен је 2012. године пресудом ITLOS-а. Спор између Индије и Бангладеша 2014. године, који је такође био решен, при чему је трибунал УН-а доделио је Бангладешу 19.467 квадратних километара од 25.602 квадратних километара морске површине Бенгалског залива.

## Загађење и квалитет воде
Главна прекогранична питања која се односе на загађење и квалитет воде су: патогени који се преносе канализацијом и органско оптерећење; чврсти отпад/морски отпад; повећање уноса хранљивих материја; загађење нафтом; трајне органске загађиваче (POP) и перзистентне токсичне супстанце (PTS); седиментација; и тешки метали. Прекогранична природа ових питања је: испуштање непречишћене/делимично пречишћене канализације је уобичајен проблем. Канализација и органска испуштања из реке Ганг-Брахмапутра-Мегна ће вероватно бити прекогранична. Пластика и напуштена рибарска опрема могу се транспортовати на велике удаљености преко државних граница. Процењује се да око 4 милиона тона микропластике долази из Индије и Бангладеша путујући у Сундурбан и потом у Бенгалски залив. Високо испуштање хранљивих материја из река може да појача хипоксију великих размера. Атмосферски транспорт хранљивих материја је инхерентно прекогранични. Разлике између земаља у погледу регулације и спровођења испуштања из транспорта могу довести до испуштања преко граница. Куглице катрана се транспортују на велике удаљености. POP/PTS и жива, укључујући органо-живу, подлежу транспорту на велике удаљености. Седиментација и већина контаминације тешким металима имају тенденцију да буду локализовани и немају јаку прекограничну димензију. Главни узроци проблема су: повећање густине насељености на обали и урбанизација; већа потрошња, што резултира у више генерисаног отпада по особи; недовољно средстава за управљање отпадом; миграција индустрије у BOBLME земље; и пролиферација малих индустрија. Важан проблем је брз раст индустрије узгоја шкампа која захтева употребу антибиотика и хемикалија за безбедност хране извозног квалитета, али загађује Бенгалски залив.